# Serafina Battaglia
Ne doit pas être confondu avec Letizia Battaglia.
Serafina Battaglia (Godrano, 1919 - Godrano, 10 septembre 2004) est la première femme à témoigner contre la mafia sicilienne, la Cosa nostra, en Italie. Elle commence à témoigner, le 30 janvier 1962 en réaction aux assassinats de son mari, Stefano Leale et de son fils Salvatore Leale.

## Biographie

### Vie privée
Serafina Battaglia naît en 1919 dans une famille mafieuse palermitaine vivant à Godrano. Elle devient veuve le 9 avril 1960, après l'assassinat de son mari, Stefano Leale, exclu de Cosa nostra avant d'être tué. Serafina incite son fils Salvatore, à venger son père et il est à son tour tué durant sa tentative de représailles contre Filippo et Vincenzo Rimi (it), le 30 janvier 1962.

### Témoignages
Au procès du meurtre de son fils, Serafina Battaglia décide de témoigner contre le système mafieux, en collaborant avec le juge d'instruction, Cesare Terranova. Vêtue d’un châle noir et d’un voile, elle décrit au tribunal le meurtre, pour lequel Salvatore Maggio, Francesco Miceli et Paolo Barbaccia sont accusés,.
En 1971, la Cour de cassation annule la condamnation à la suite de la requête du procureur, Pietro Scaglione qui, avant son assassinat, dépose un dossier de faux témoignages contre Serafina Battaglia. Un nouveau procès aboutit à l'acquittement des inculpés, le 13 février 1979, pour insuffisance de preuves. Sans avocat, elle témoigne dans plusieurs procès mafieux  notamment à Pérouse, Catanzaro, Bari et Lecce,. Elle est surnommée  « veuve Battaglia » par le journaliste Mauro De Mauro,
Elle déclare être toujours porteuse d'une arme : « Je la garde pour me défendre même si désormais mon arme est la justice », justifie-t-elle. Elle ajoute avoir connu les mafieux d'Alcamo et de Baucina par leur visite dans l'atelier de son mari. « Mon mari m'a alors tout confié et donc je sais tout. », dit-elle. Pour elle, « si les femmes des hommes assassinés décidaient de parler comme moi, non par haine ou vengeance mais par soif de justice, la mafia en Sicile n'existerait plus pour longtemps ».
Elle meurt le 10 septembre 2004 dans son appartement du quartier d'Olivuzza à Palerme, sans avoir obtenu justice. Marzia Sabella, magistrate et procureure publie en 2022 un roman, Lo Sputo, qui raconte son histoire.